# Felipe Llavallol Merlo
Felipe Llavallol Merlo (Buenos Aires, 26 de desembre de 1802 - 4 d'abril de 1874) va ser un polític argentí que arribà a ser governador de Buenos Aires.
Era fill del ric comerciant barceloní emigrat a Argentina Jaume Llavallol i Riu, que arribà a ser capità durant les guerres contra la invasió anglesa de Río de la Plata. Felipe Llavallol continuà amb èxit els negocis del seu pare i s'incorporà a la política
Entre d'altres càrrecs, fou diputat de la província independent de Buenos Aires, president de la càmera de Diputats, Ministre d'Hisenda de la Governació, i president del Senat. El 1858 fou elegit vicegovernador. Després de la renúncia de Valentín Alsina, fou el governador entre 1859 i 1860.
En el terreny empresarial, el 1857 esdevingué president de la Societat de Camins de Ferro de Buenos Aires a l'Oest, el primer ferrocarril argentí de Plaza Lavalle a Floresta, en un recorregut de 10km dins l'actual gran Buenos Aires.
La ciutat de Llavallol, dins el gran Buenos Aires, s'anomenà així en honor seu.